# Elena Dobrovolschi
Elena Fodor Dobrovolschi, später Mărgărit und Niculescu, (* 25. Oktober 1936 in Timișoara) ist eine ehemalige rumänische Kunstturnerin.
Sie turnte beim CSU Știința București. 1953 wurde sie in die Nationalmannschaft berufen und bei den Turn-Weltmeisterschaften 1954 gehörte sie der rumänischen Mannschaft an, die den vierten Platz erreichte. 1956 nahm Dobrovolschi an den Olympischen Spielen in Melbourne teil. Gemeinsam mit Elena Săcălici, Georgeta Hurmuzachi, Sonia Iovan, Elena Leuștean und Emilia Liță gewann sie Bronze hinter der Sowjetunion und Ungarn und damit die erste Turn-Mehrkampf-Mannschaftsmedaille für Rumänien überhaupt. Außerdem erreichte sie Platz fünf in der Gruppengymnastik.
Bei den Turn-Weltmeisterschaften 1958 gewann sie mit der rumänischen Mannschaft hinter der Sowjetunion und der Tschechoslowakei die Bronzemedaille. 1960 nahm Elena Dobrovolschi an ihren zweiten Olympischen Spielen teil, wo sie wie vier Jahre zuvor mit der rumänischen Mannschaft Bronze gewann. Außerdem erreichte sie im Einzel-Mehrkampf den 16. Platz.
Später zog sie nach Deutschland, wo sie in der Bewegungstherapie tätig war.